# Bukit Bakri

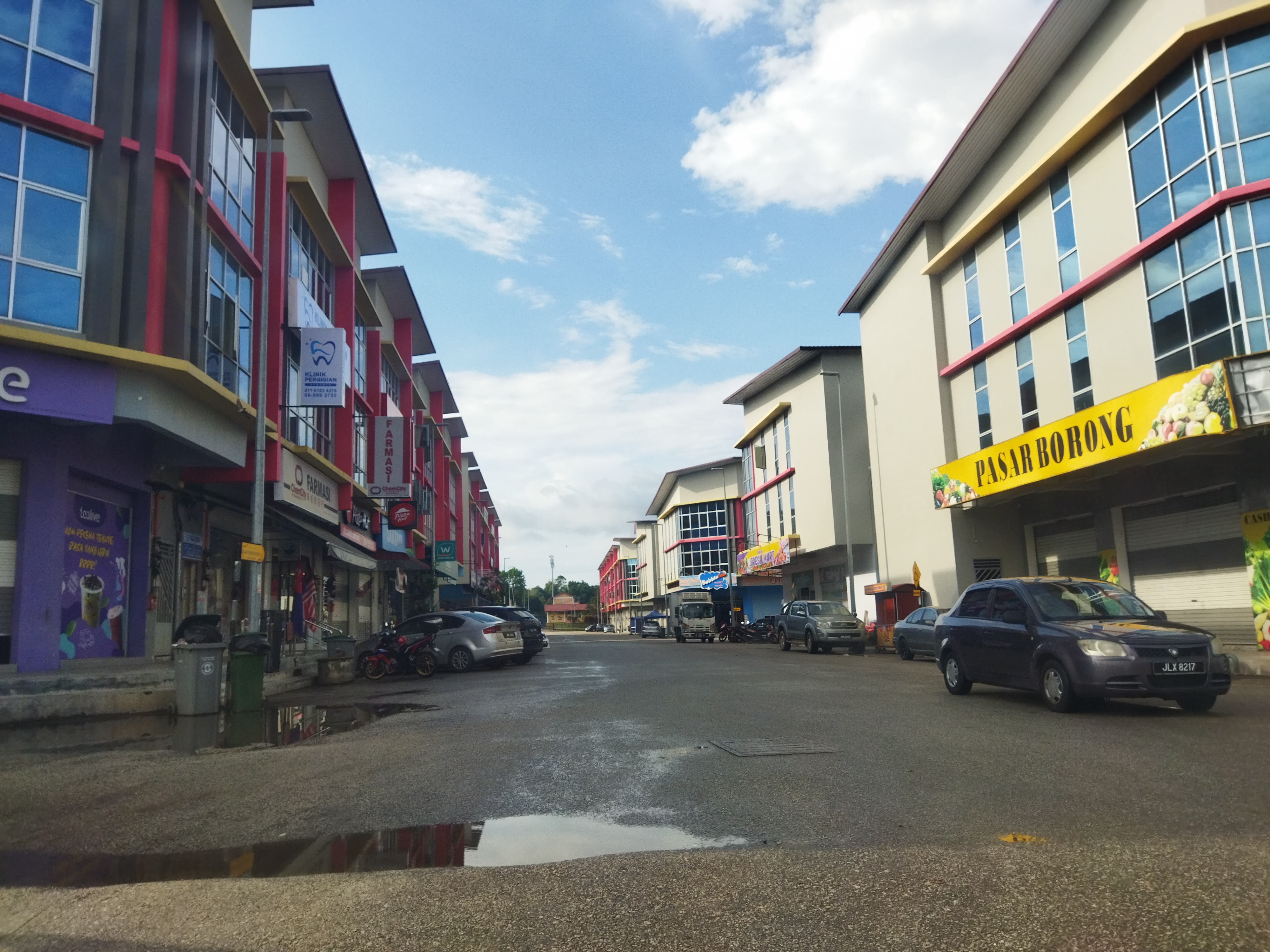
Bukit Bakri

Bukit Bakri is een stad in de Maleisische deelstaat Johor.
Bukit Bakri telt 4100 inwoners.